# Neochmia
Genre
Le genre Neochmia regroupe quatre espèces d'oiseaux appartenant à l'ancienne famille des Estrildidae.

## Liste des espèces
D'après la classification de référence (version 14.2, 2024) du Congrès ornithologique international (ordre phylogénique) :
- Neochmia temporalis – Diamant à cinq couleurs
- Neochmia phaeton – Diamant phaéton